# 不要温和地走进那个良夜
《不要温和地走进那个良夜》是威尔士诗人狄兰·托马斯创作的一首十九行诗，也是其代表作。这首诗是在1947年托马斯和他的家人访问佛罗伦萨时写成的，1951年发表在Botteghe Oscure杂志上。
有人认为这首诗是托马斯为垂死的父亲而写，然而他的父亲直到1952年圣诞节前才去世。诗作没有正式标题，名句“Do not go gentle into that good night”是全诗的第一行，并与“Rage, rage against the dying of the light”组成叠句，在每节末尾重复出现。

## 格式
十九行诗由五节三行和一节四行组成，共有十九行。它的结构由两个重复的韵脚和两个叠句组成：第一节的第一行作为第二节和第四节的最后一行，第一节的第三行作为第三节和第五节的最后一行。这首诗的韵脚和叠句模式可以用下面的图示来表示。
叠句 一 (A1)
第二行 (b)
叠句 二 (A2)
第四行 (a)
第五行 (b)
叠句 一 (A1)
第七行 (a)
第八行 (b)
叠句 二 (A2)
第十行 (a)
第十一行 (b)
叠句 一 (A1)
第十三行 (a)
第十四行 (b)
叠句 二 (A2)
第十六行 (a)
第十七行 (b)
叠句 一 (A1)
叠句 二 (A2)

## 解析

### 概要
在诗作的第一节中，说话者鼓励他的父亲不要“温和地走进那个良夜”，而是要“愤怒，愤怒地反抗光明的消逝”。然后，在接下来的几节中，他列举了各种各样的人，用“智慧”、“善良”、“狂野”和“庄重”等词来描述他们，他们各自以自己的方式体现了诗歌的叠句。在最后一节中，说话者恳求他的父亲，他看到他在一个“悲哀的高处”，祈求他“用你激烈的泪水诅咒、祝福我吧”，并再次重复了叠句。